# Choe Cheol-gwon
Choe Cheol-gwon (최철권?; Seul, 19 luglio 1963) è un ex cestista sudcoreano.

## Carriera
Con la Corea del Sud ha disputato i Giochi di Seul 1988, disputando un incontro.